# Chróstnik
Chróstnik (en allemand :  Brauchitschdorf) est un village de la voïvodie de Basse-Silésie, en Pologne. Il se trouve à 7 km au sud-ouest de Lubin.
Le nom du lieu en vieux polonais : Chrustenik est mentionné pour la première fois en 1222. À cette époque, les domaines faisaient partie du duché de Silésie, puis du duché de Liegnitz sous le règne de la dynastie Piast. Le château fort fut la résidence de la famille noble de Brauchitsch, propriétaires jusqu'en 1633. Le comte Friedrich Wilhelm von Haugwitz, homme politique autrichien, y est né le 11 décembre 1702.
Le château fut reconstruit en style baroque de 1723 à 1728. À la suite de l'invasion de l'Armée rouge en 1945, il a été pillé et a brûlé en 1976. Au cours de ces dernières années, le bâtiment a bénéficié d'une importante restauration.

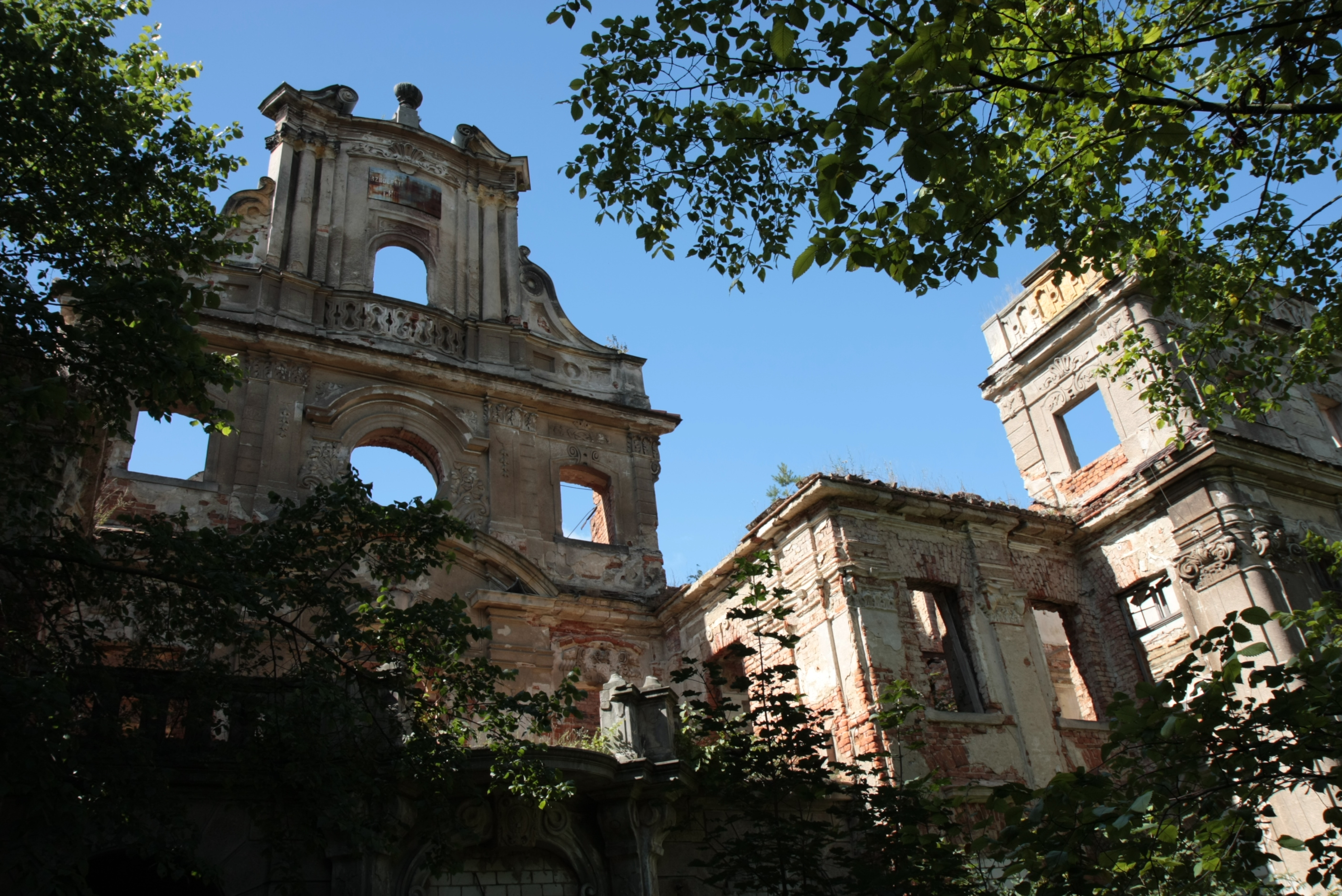